# 2003년 토론토 국제 영화제
제28회 토론토 국제 영화제는 2003년 9월 4일에 열린 시상식이다.

## 수상 및 후보

### 관객상
- 자토이치 - 기타노 다케시 수상
- 고 퍼더 - Ron Mann 수상
- 기업 - 제니퍼 애봇, 마크 아크바 수상

### City TV상
- LOVE, SEX AND EATING THE BONES - Sudz Sutherland 수상

### 토론토시티상
- 야만적 침략 - 데니 아르캉 수상

### 캐나다 단편영화상
- 야망 - 콩스탕트 멘짜스 수상

### 디스커버리상
- RHINOCEROS EYES - Aaron Woodley 수상

### FIPRESCI-상
- 노벰버 - 아케로 마냐스 수상